# Brycon
Brycon Müller & Troschel, 1844 è un genere di pesci d'acqua dolce appartenente alla famiglia Bryconidae, comprendente 43 specie.

## Specie
- Brycon alburnus
- Brycon amazonicus
- Brycon argenteu
- Brycon atrocaudatus
- Brycon behreae
- Brycon bicolor
- Brycon cephalus
- Brycon chagrensis
- Brycon coquenani
- Brycon costaricensis
- Brycon coxeyi
- Brycon dentex
- Brycon devillei
- Brycon falcatus
- Brycon ferox
- Brycon fowleri
- Brycon gouldingi
- Brycon guatemalensis
- Brycon henni
- Brycon hilarii
- Brycon insignis
- Brycon labiatus
- Brycon medemi
- Brycon meeki
- Brycon melanopterus
- Brycon moorei
- Brycon nattereri
- Brycon obscurus
- Brycon oligolepis
- Brycon opalinus
- Brycon orbignyanus
- Brycon orthotaenia
- Brycon pesu
- Brycon petrosus
- Brycon polylepis
- Brycon posadae
- Brycon rubricauda
- Brycon sinuensis
- Brycon stolzmanni
- Brycon striatulus
- Brycon unicolor
- Brycon vermelha
- Brycon whitei